# Niels Bohr
Pour les articles homonymes, voir Bohr.
Niels Henrik David Bohr (7 octobre 1885 à Copenhague, Danemark - 18 novembre 1962 à Copenhague) est un physicien danois. Il est surtout connu pour son apport à l'édification de la mécanique quantique, pour lequel il a reçu de nombreux honneurs. Il est notamment lauréat du prix Nobel de physique de 1922.

## Biographie et parcours intellectuel
Fils de Christian Bohr, professeur de médecine et recteur d'université, de confession luthérienne, et de Ellen Adler, de confession juive, Niels Bohr a un frère cadet, Harald Bohr, mathématicien et sportif de haut niveau (il joua dans l'équipe nationale de football et participa aux Jeux olympiques de 1908 tenus à Londres), ainsi qu'une sœur aînée, Jenny. Il est lui-même un très bon footballeur.
Niels entre à l'université de Copenhague en 1903. Dès 1906, il travaille sur le thème des vibrations d'un jet de liquide et son mémoire obtient une récompense de l'Académie royale danoise des sciences et des lettres. Il obtient un doctorat à l'université de Copenhague en 1911 « Sur la théorie électronique des métaux », émettant ses premières idées sur la structure atomique. Quelques mois avant la soutenance, il se fiance avec Margrethe Norlung (1890-1984).
Il obtient une bourse de la Fondation Carlsberg et veut dans un premier temps travailler à l'université de Cambridge avec le professeur Joseph John Thomson dont le modèle atomique, sphère de charge positive dans laquelle sont plongés les électrons, ne satisfait pas totalement son élève. Bohr rencontre alors Ernest Rutherford qu'il rejoint à Manchester (Angleterre).

Schématisation des orbites circulaires dans le modèle de Bohr.

Se basant sur les théories de Rutherford, il publie en 1913 un modèle de la structure de l'atome mais aussi de la liaison chimique dans une série de trois articles de la revue Philosophical Magazine. Cette théorie présente l'atome comme un noyau autour duquel gravitent des électrons, qui déterminent les propriétés chimiques de l'atome. Les électrons ont la possibilité de passer d'une couche à une autre, émettant un quantum d'énergie, le photon. Cette théorie est à la base de la mécanique quantique. Albert Einstein s'intéresse de très près à cette théorie dès sa publication. Ce modèle est confirmé expérimentalement quelques années plus tard.
Il rentre au Danemark en 1912 et se marie peu après. De cette union naissent six garçons, le plus connu étant Aage Bohr, lauréat du prix Nobel de physique de 1975. Il devient assistant à la chaire de physique de l'université de Copenhague. En 1913, en manipulant différentes notions de mécanique classique et de la naissante mécanique quantique, il obtient l'équation de Bohr, « le résultat le plus important de toute la mécanique quantique, peu importe comment il est analysé » :
{\displaystyle E_{n}=-\left[{\frac {m}{2\hbar ^{2}}}\left({\frac {e^{2}}{4\pi \epsilon _{0}}}\right)^{2}\right]{\frac {1}{n^{2}}},\,\,\,n=1,2,3\ldots }
où {\displaystyle E_{n}} est l'énergie d'un électron, 
{\displaystyle m} : sa masse, 
{\displaystyle \hbar } : la constante de Planck réduite, 
{\displaystyle e} : la charge de la particule,
{\displaystyle \pi } : la constante mathématique 3,14159..., 
{\displaystyle \epsilon _{0}} : la permittivité du vide, et
{\displaystyle n} : le nombre quantique principal.
En 1914, il accepte un poste de professeur à l'université de Manchester. Durant la Première Guerre mondiale, le Danemark est un État neutre et Bohr peut rester dans la recherche civile, même en Angleterre où il se trouve. Il en profite pour peaufiner son modèle atomique en y introduisant des idées relativistes quant aux mouvements des électrons, théorie reprise et complétée par Arnold Sommerfeld.
En 1916, Bohr devient professeur à l'université de Copenhague dans la chaire de physique théorique tout juste créée. Il est nommé en 1920, directeur du tout nouvel Institut de la physique théorique dont il est le fondateur. Cet établissement prend le nom de Niels Bohr Institutet en 1965. Pendant les années 1920, il complète sa théorie, parvenant à établir une relation étroite entre le tableau de Mendeleïev et la structure électronique des atomes. Il reçoit le prix Nobel de physique en 1922 « pour ses études de la structure des atomes et des radiations qui en proviennent ».

Blason de Bohr, avec la devise Contraria sunt complementa et le symbole du taijitu

Bohr est aussi à l'origine du principe de complémentarité : des objets peuvent être analysés séparément et chaque analyse fera conclure à des propriétés contraires. Par exemple, les physiciens pensent que la lumière est à la fois une onde et un faisceau de particules, les photons. Cette idée a aussi inspiré son blason, dans lequel le symbole du taijitu (ou yin et yang) est utilisé avec une devise latine Contraria sunt complementa (les contraires sont complémentaires).
Parmi les plus célèbres étudiants de Bohr qui fréquentent son institut de physique, on peut citer Werner Heisenberg qui devient responsable d'un projet de bombe atomique allemande durant la Seconde Guerre mondiale et Wolfgang Pauli.

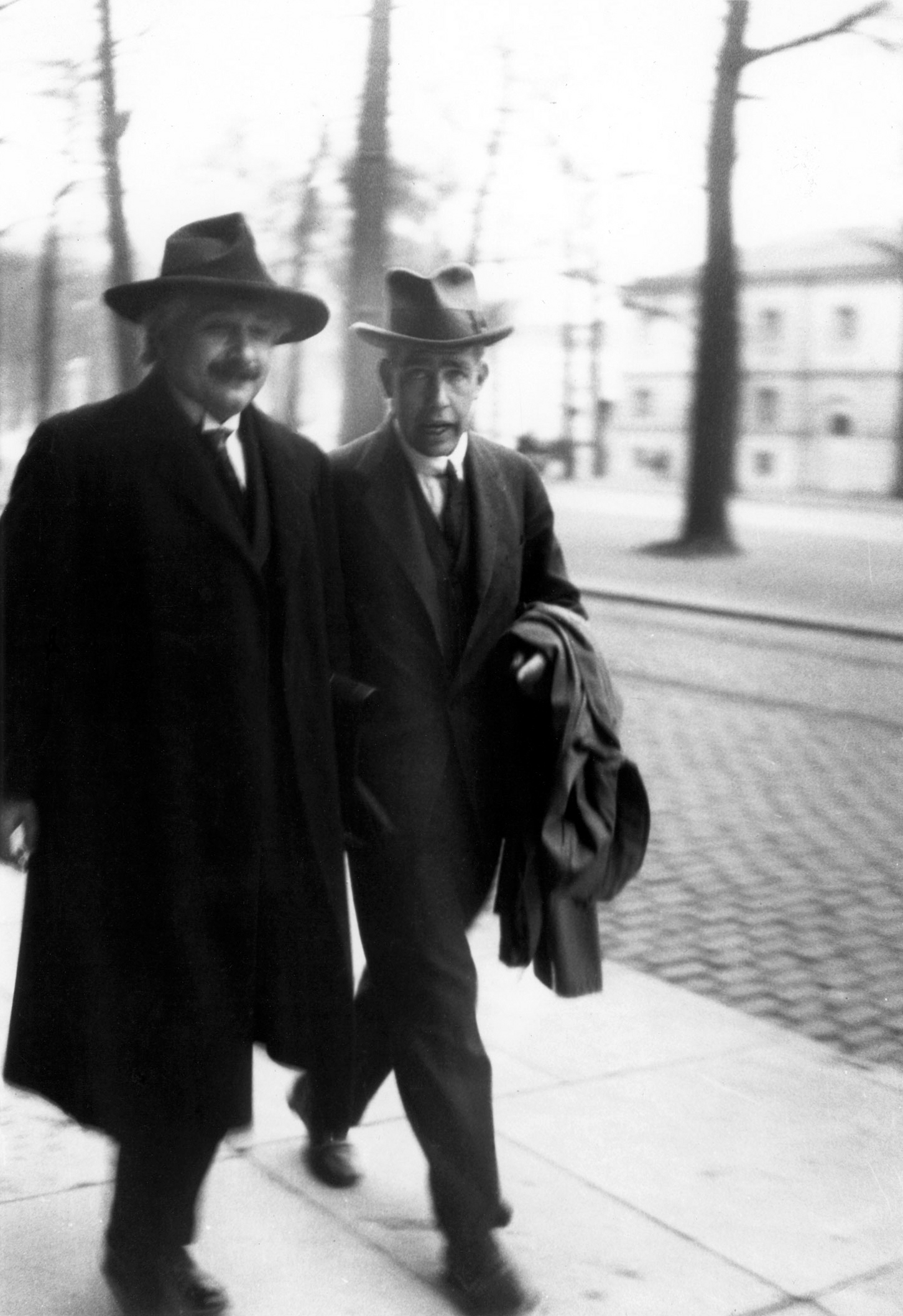
Albert Einstein et Niels Bohr en 1930 à l'occasion d'un congrès Solvay (photo Paul Ehrenfest).

En octobre 1927, il rencontre pour la première fois Albert Einstein au cours du cinquième congrès Solvay avec qui il a de très fréquents entretiens jusqu'en 1935. Einstein défend le caractère provisoire de la théorie quantique, ne se satisfaisant pas de cette dernière au niveau épistémologique. Bohr, au contraire, considère qu'il s'agit d'une théorie achevée. Ces réflexions et discussions sont l'une des sources de ses Écrits philosophiques, publiés en quatre volumes (dont deux à titre posthume en 1963 et en 1998), dont l'une des thématiques est l'utilisation du langage. Il travaille également sur le principe de complémentarité en biologie.
Lors d'un débat, Niels Bohr se disputait avec Albert Einstein à propos de la réalité de la physique quantique. À un moment donné Einstein, excédé, jeta à Niels Bohr : « Dieu ne joue pas aux dés ! », ce à quoi Bohr répondit : « Qui êtes-vous, Einstein, pour dire à Dieu ce qu'il doit faire ? ». Cet échange est devenu célèbre par la suite.
À la fin des années 1930, ses recherches s'orientent vers le noyau atomique pour lequel il propose le modèle, dit « de la goutte », où l'ensemble des particules constitutives de ce dernier reste fortement lié, ne permettant que des interactions globales avec l'extérieur.
En 1943, Bohr s'échappe du Danemark sous occupation allemande, où il est menacé en raison des origines juives de sa mère, et il gagne la Suède avec l'aide de la résistance danoise, peu de jours après que Heisenberg lui a rendu une visite. De là, il est conduit clandestinement en Angleterre dans la soute d'un Mosquito civil de la BOAC. Il intègre alors Tube Alloys, le programme atomique britannique secret. Il n'y restera cependant que deux mois, avant de rejoindre le Laboratoire national de Los Alamos dans le cadre du projet Manhattan. Selon l'historien Alex Wellerstein, Bohr y fit quelques contributions techniques pour la réalisation de bombe atomique, "mais il fut particulièrement influent dans ses efforts pour exhorter les scientifiques, notamment Oppenheimer, à penser aux implications à long terme de la bombe".
Après la guerre, il rentre à Copenhague et milite pour une utilisation pacifique de l'énergie nucléaire, en particulier avec la création du Laboratoire national Risø en 1956, ce qui lui vaut d'être lauréat de l'Atoms for Peace Award en 1957. Il participe également à la formation du Centre européen pour la recherche nucléaire (CERN) et son institut de Copenhague héberge sa section théorique dans un premier temps.
Il meurt à Copenhague d'une crise cardiaque le 18 novembre 1962. Sa sépulture se trouve au parc-cimetière Assistens.
L'élément bohrium (numéro atomique 107) a été nommé en son honneur.
Une légende urbaine attribue à Niels Bohr une anecdote concernant la mesure de la hauteur d'un bâtiment à l'aide d'un baromètre. Cette histoire aurait été écrite dans le Reader's Digest en 1958, et se serait transformée au fil du temps en une anecdote supposée réelle et attribuée à Niels Bohr. On peut se demander si le recours à cette personne célèbre n'est pas une manière de transformer une anecdote amusante en un pamphlet contre la « rigidité de l'enseignement scolaire » opposée à la « créativité ».

## Théorie quantique

### Première période

#### L'héritage philosophique
C'est en 1903 que Niels Bohr entre à l'université de Copenhague où il suit des cours de philosophie, de logique et de psychologie. Du temps de Bohr, tous les étudiants devaient commencer leur cursus universitaire en acquérant une base solide dans ces disciplines, et cela quelle que soit la spécialité choisie. L’influence sur Bohr du philosophe Harald Høffding, commentateur de Sören Kierkegaard, a souvent été évoquée dans ce contexte. Auteur en 1892 de Sören Kierkegaard som Filosof, Höffding insiste sur le caractère subjectif de la connaissance dont Kierkegaard aurait mieux que personne aperçu l’importance. Il distingue dans cette perspective deux types de penseurs : ceux qui, comme Hegel, s’occupent de continuité, et ceux qui, tel Kierkegaard, privilégient la discontinuité et les inconciliabilités. Bien que Bohr lui-même ait été un lecteur assidu de Kierkegaard, l'influence du grand philosophe danois sur ses conceptions reste hypothétique, et tout au plus indirecte, à travers l'interprétation qu'en a faite Höffding.
Dans ses premiers travaux scientifiques, Bohr identifie le formalisme mathématique de la physique à une sorte de sémiotique – ou système de signes – conformément à la théorie de la connaissance qui s'est développée en Allemagne à la fin du XIXe siècle sous l'impulsion du physiologiste néokantien Hermann von Helmholtz. D'après Claude Chevalley, c’est la « théorie hiéroglyphique de la représentation » développée par Helmholtz qui influence les premières conceptions de Bohr : le langage de la physique renvoie bien au monde tel qu'il existe, mais il ne constitue pas un « reflet » de la réalité dans lequel les mots correspondraient « de façon biunivoque à des "moellons" de la réalité » . Selon cette théorie, aucune relation de correspondance terme à terme ne peut être établie entre les concepts de la physique et le monde.
Cette conception sémiotique de la physique a pour Bohr l'avantage de maintenir l’unité de l’objet référent (objet de connaissance) par-delà la diversité des représentations dans la connaissance. Il l'abandonne toutefois peu à peu, adoptant une attitude de plus en plus kantienne, au sens où il exprime de plus en plus son refus de statuer sur la nature des choses-en-soi, pour insister plutôt sur les principes constitutifs de la formalisation des phénomènes. En 1927, année où Bohr expose pour la première fois sa nouvelle conception de la physique atomique, ses idées sur la physique relèvent d'une conception épistémologique qui oscille entre une forme sophistiquée d’instrumentalisme et une perspective kantienne sur les limites de la connaissance.

#### L'atome de Bohr

Schématisation des orbites circulaires d'un atome d'hydrogène selon le modèle de Bohr, avec émission d'un photon lors du passage d'un électron d'une orbite déterminée à une autre de niveau d'énergie moindre.

La première contribution importante de Bohr à la physique atomique consiste en une refonte du modèle de l’atome à partir des années 1912-1913. Le modèle en vigueur en 1911 était celui d’Ernest Rutherford, dans lequel les électrons gravitaient autour du noyau central à la façon des planètes autour du Soleil. Cette conception présentait un défaut majeur : elle n'était pas stable. En effet, selon les lois de l'électromagnétisme, toute particule en mouvement accéléré émet un rayonnement et perd ainsi de l'énergie. En tournant autour du noyau, les électrons devraient donc perdre leur énergie et finir par s'effondrer sur le noyau. Pour remédier à ce problème, Bohr imagine que les électrons circulent sur des orbites définies par leur niveau d'énergie. Ces orbites sont stables et de rayon bien déterminé. La nouveauté profonde de l'atome de Bohr consiste alors à ne plus attribuer aux électrons des valeurs continues mais des valeurs discrètes.
Bohr introduit dans son modèle la notion d'état stationnaire, état déterminé dans lequel l'électron qui orbite autour du noyau atomique n'émet ou n'absorbe aucune quantité d'énergie. Son idée fondamentale est que le rayonnement énergétique n’est pas émis ou absorbé de manière continue, comme le suppose l’électrodynamique classique, mais correspond au passage du système atomique vers différents états eux-mêmes stationnaires. Le rayonnement électromagnétique se réalise alors comme si les électrons « sautaient » d’une trajectoire stable à une autre : ils émettent une quantité d'énergie quand ils sautent d'un état stationnaire à un autre dont l'énergie est plus faible et absorbent une quantité d'énergie équivalente quand ils reviennent à leur état initial, ou quand ils sautent d'un état stationnaire à un autre dont l'énergie est plus élevée.
Partant de ces hypothèses, Bohr établit avec les outils mathématiques de la physique classique le calcul des propriétés subatomiques telles que la masse du noyau, le rayon des différentes orbites d’un atome, la fréquence de rotation d’un électron autour du noyau, ainsi que sa masse et sa charge. Ces calculs démontrent que la masse du noyau représente presque la totalité (plus de 99 %) de celle de l’atome, et que ce dernier occupe un volume beaucoup plus important que celui de son noyau. En effet, la dimension d’un atome est établie à environ un dixième de milliardième de mètre (10-10 m) et celle du noyau est environ 10 000 fois plus petite (10-14 m.).
Ainsi, dès 1913, Bohr forge le premier modèle quantique cohérent de l’atome. Sa structure globale – électrons tournant autour du noyau sur des orbites circulaires possédant chacune une énergie précise – et l’explication du passage d’un électron d’une orbite à une autre, permettent d’une part d’expliquer comment le rayonnement électromagnétique (dont la lumière) est émis par la matière, et d’autre part de résoudre deux énigmes scientifiques vieilles de presque un siècle : les raies spectrales et la table périodique des éléments de Mendeleïev. Bien que révisé à partir des années 1920, ce modèle a également permis des découvertes cruciales, dont le spin des électrons, le principe d’exclusion (par Wolfgang Pauli), le laser et le quatrième état de la matière ou état plasma.

### Seconde période

#### La contextualité des phénomènes quantiques
À partir de 1927, année de la conférence de Côme où il présente sa première formulation de la physique quantique, Bohr ne cesse d'insister sur l'aspect contextuel des phénomènes quantiques. Leur contextualité (Bohr parle d’« indivisibilité ») réside dans l'impossibilité de les dissocier des conditions expérimentales de leur apparition. Elle est la conséquence du caractère quantique de l'interaction avec le dispositif de mesure.
Bohr s'appuie sur la notion de « quantum d'action » (ou constante de Planck) pour expliquer l'impossibilité de la dissociation entre le phénomène et la situation expérimentale. Cette notion implique que leur interaction s'effectue par un échange d'énergie quantique dont la valeur est discrète ou minimale, car composée d'au moins un quantum d'action. Dans cette situation, il n'est pas possible de soustraire les effets perturbateurs de l'interaction du processus en tant que tel, et de remonter ainsi au phénomène initial. En effet, évaluer « l'étendue de la perturbation apportée par la mesure »  amorcerait une régression à l'infini d'interactions elles-mêmes finies, comportant à chaque fois l'échange d'au moins un quantum d'énergie. Il n'est donc pas possible de séparer ce qui revient au phénomène propre de ce qui revient à l'appareil ou à la situation expérimentale, comme c'est le cas dans les situations classiques. C'est ce que signifie Bohr lorsqu'il déclare que « la grandeur finie du quantum d'action ne permet pas de faire entre phénomène et instrument d'observation la distinction nette qu'exige le concept d'observation. »
La frontière présupposée en physique classique entre le phénomène et l'observation devient ainsi nécessairement brouillée au point que le concept même d'observation dans sa forme traditionnelle doit être remis en cause.

#### Le «postulat quantique»

En physique quantique, les impacts des particules rendent visible l'interférence des ondes, révélant ainsi le caractère indissociable des particules, des ondes et de l'instrument d'observation lors de la mesure.

Le postulat quantique exprime selon Bohr « l'essence de la théorie » quantique. Dans un rapport publié en 1927 et intitulé Le postulat quantique et le dernier développement de théorie atomique, Bohr énonce que « tout processus atomique présente un caractère de discontinuité, ou plutôt d'individualité, complètement étranger aux théories classiques, et caractérisé par le quantum d'action de Planck » (la constante de Planck) . Ensemble, la discontinuité du processus atomique et la relativité de la mesure quantique interdisent toute description classique des phénomènes atomiques :
« [Le postulat quantique] nous oblige à renoncer à une description à la fois causale et spatio-temporelle des phénomènes atomiques. Car dans notre description ordinaire des phénomènes naturels, nous admettions en dernière analyse que l'observation d'un phénomène ne lui causait aucune perturbation essentielle. [Or] le postulat quantique exprime que toute observation des phénomènes atomiques entraîne une interaction finie avec l'instrument d'observation ; on ne peut par conséquent attribuer ni aux phénomènes ni à l'instrument d'observation une réalité physique autonome au sens ordinaire du mot. » 
L'analyse du phénomène quantique ne peut donc pas séparer légitimement le phénomène quantique et l'instrument d'observation : celui-ci fait partie, d'une façon essentielle et définitive, de la description de celui-là. Bohr explique cette interdépendance entre les deux par le fait que l'action exercée par le phénomène quantique sur le dispositif qui permet de le détecter correspond à une réaction de ce même dispositif sur le phénomène. L'incompatibilité affirmée par Bohr dans son rapport de 1927 entre les descriptions causale et spatio-temporelle tient alors au principe suivant : chacune de ces descriptions n'a de sens que si le phénomène quantique est défini par un certain dispositif expérimental ; or les dispositifs exigés par les deux descriptions sont incompatibles.
Bohr résume cette situation par le concept de « complémentarité ». La description causale et la description spatio-temporelle d'un phénomène quantique sont dites « complémentaires » au sens où :
1. elles correspondent à des situations expérimentales différentes et sont donc incompatibles entre elles
2. elles constituent toutes les deux des aspects indispensables à une analyse complète du phénomène.

Pour Bohr, l'apparente dualité onde-corpuscule des phénomènes quantiques n'est qu'une conséquence de cette complémentarité, liée elle-même à l'interaction inhérente au processus physique de la mesure.

#### La «complémentarité»

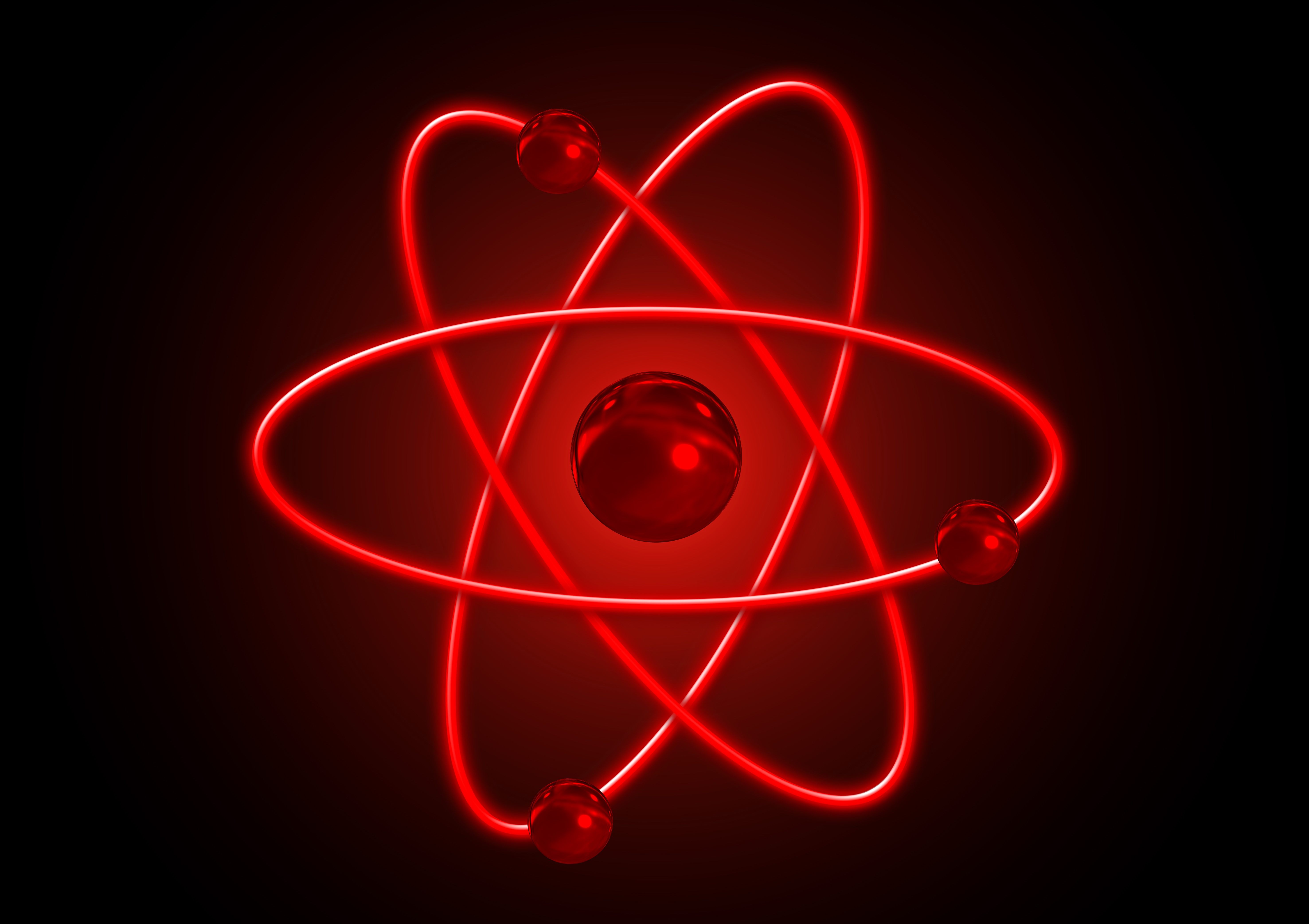
Tourbillon atomique, représentation artistique de l'atome, montrant des électrons orbitant autour d'un noyau atomique à la manière des satellites autour de leur astre. Ce modèle, hérité de la physique classique, sera profondément remis en cause par Bohr, d'abord avec son nouveau modèle de l'atome, puis avec son principe de complémentarité, puis totalement abandonné.

Dans les années 1920, dans un contexte de division de la communauté des physiciens concernant les interprétations de la physique atomique, un usage combiné de concepts nouveaux et classiques prévaut encore, sans qu’une unité méthodologique et interprétative s’y dessine. L'impossibilité d'une compréhension unifiée et exhaustive des phénomènes à l'échelle quantique est alors envisagée, et les résultats de la théorie quantique qui semblent contradictoires paraissent liées aux perspectives prises par l’expérimentateur. Afin de rendre compte de façon cohérente et systématique de cette situation, Bohr introduit l’idée de « complémentarité » : la physique quantique doit admettre des couples de descriptions incompatibles entre elles, comme celui de la particule locale et de l'onde de propagation. Sans cette forme de dualité, la physique quantique ne pourrait être considérée comme une science prédictive complète, ce qu'elle semble bien être pourtant. Bohr soutient en ce sens qu'il existe deux types de descriptions mutuellement exclusifs mais nécessaires à l'explication des processus atomiques et à leur prédiction.
Notamment, le principe de complémentarité permet de considérer comme mutuellement exclusifs les deux aspects fondamentaux de la description classique des phénomènes que sont :
1. la localisation spatio-temporelle
2. la causalité[18].

Tandis que la physique classique présuppose l'unité de ces deux aspects, la physique quantique impose de les dissocier au niveau de la représentation. Il est alors nécessaire d'abandonner les concepts classiques de la physique qui présupposent leur unité. Bohr exclut pour cette raison de sa théorie :
- la particule physique, en tant que point matériel avec une masse et une trajectoire déterminées
- l'onde mécanique, en tant que mouvement de propagation déterminé dans l'espace et le temps
- la causalité, au sens mathématique de détermination de l'état final d'un système à partir de la connaissance complète de ses données initiales
- le temps et l'espace, dans leur signification ordinaire comme dans celle introduite par la théorie de la relativité[18].

Bohr souligne à plusieurs reprises que si la complémentarité est une nouveauté radicale en physique, elle est déjà pressentie dans d'autres disciplines. En particulier, elle se remarque par une attitude intuitivement prise par les biologistes envers les phénomènes liés au vivant.

#### La double nature de l'électromagnétisme
Bohr n'a jamais posé une symétrie parfaite entre onde et particule. Pour lui, le rayonnement électromagnétique reste un phénomène ondulatoire véritable, bien que non mécanique. En effet, sa propagation dans le vide, en l'absence de toute interaction avec la matière, est légitimement décrite comme la propagation d'une onde. C'est l'interaction avec la matière qui fait apparaître des phénomènes discontinus qui peuvent, dans une certaine mesure, être décrits à l'aide d'un concept de particule (le photon).
La situation est inverse pour les électrons qui sont, d'après Bohr, des particules à part entière, bien qu'indéterminées, dont les propriétés ondulatoires ne se manifestent que dans leur interaction avec le champ électromagnétique. Ces propriétés sont par ailleurs très éloignées de celles d'une onde classique.

## Débats Bohr-Einstein
Même si la physique quantique a très vite rendu compte de nombreux résultats expérimentaux, l’étrangeté de ses interprétations et des phénomènes qu’elle décrit l’a rendu insatisfaisante pour certains physiciens et a conduit Albert Einstein à s’opposer pendant plus de vingt ans à Bohr autour de la question de la complétude de cette théorie, qu’il remettait en cause.
En 1935, dans le célèbre article « EPR » (du nom de ses auteurs Einstein, Podolski et Rosen), publié dans la revue américaine Physical Review avec le titre « Peut-on considérer que la physique quantique donne de la réalité physique une description complète ? », Einstein expose avec ses deux collaborateurs une expérience de pensée qui lui permet, sans contester les prédictions de la mécanique quantique, de mettre en doute sa complétude et, par là même, l’interprétation développée par Bohr de la physique quantique. Il imagine deux particules issues d’un même atome (donc intriquées) qui partent dans deux directions opposées. L’une des deux est soumise à une contrainte qui l’oblige à réagir d’une certaine façon. Selon les principes fondamentaux de la physique quantique, si on fait subir à l’une des deux particules une contrainte pour la faire réagir d’une certaine façon, l’autre particule, quelle que soit la distance qui les sépare, aura exactement le même comportement. Si, pour Einstein, ce phénomène d’intrication semble encore acceptable dans le monde de l’infiniment petit, il ne l’est plus dans ce contexte où il signifie qu’un signal se transmet plus vite que la vitesse de la lumière, ce qui entre en contradiction avec sa théorie de la relativité restreinte.
Pour Einstein, cette contradiction démontre que la physique quantique est bien une théorie incomplète et qu’il existe dans les particules quantiques des variables (ou caractéristiques) cachées restant à découvrir. Bohr s’oppose à cette conviction d’Einstein en soutenant que son expérience de pensée n’a aucun sens logique puisque, dans le cadre de la physique quantique, on doit considérer les deux particules comme un tout indissociable ou comme un phénomène unique, se situant dans le contexte d’un même ensemble ou d’un même référentiel. Ce n’est pas le cas dans l’hypothèse d’Einstein, qui considère chaque particule comme indépendante et donc « maîtresse », dans son référentiel, de son propre comportement.
Par ailleurs, Bohr réfute catégoriquement la notion de variables cachées. Pour lui, en effet, il ne peut exister de « prédétermination » des caractéristiques physiques d’une particule quantique puisque ce n’est qu’au moment où l’expérimentateur fait une mesure sur une particule que l’on peut connaître la valeur de l’une de ses caractéristiques physiques (position, quantité de mouvement, spin dans le cas de l’intrication quantique, etc.). La formulation des inégalités de Bell, relations que doivent respecter les mesures sur des états intriqués dans l'hypothèse d'une théorie déterministe locale à variables cachées, et les expériences réalisées par Alain Aspect au début des années 1980, qui montrent que ces inégalités sont systématiquement violées, semblent prouver ensemble que Bohr avait raison sur Einstein concernant cette question.

Expérience de pensée EPR réalisée avec des paires électron-positron. Une source (au centre) émet deux particules intriquées vers deux observateurs : un électron vers « Alice » (à gauche) et un positron vers « Bob » (à droite), qui peuvent effectuer des mesures de spin.

## Distinctions et récompenses
En 1921, Niels Bohr est lauréat de la médaille Hughes. En 1922, il reçoit le prix Nobel de physique pour son développement des mécaniques quantiques. Il devient membre étranger de la Royal Society en 1926. Il est également lauréat de la médaille Franklin en 1926, du Faraday Lectureship de la Société royale de chimie en 1930 et de la médaille Copley en 1938.
En 1947, Bohr est admis au sein du très prestigieux ordre de l'Éléphant, et devient ainsi le troisième et dernier Danois à en être décoré au cours du XXe siècle, n'étant ni membre d'une famille royale, ni chef d'État.
Il fut président de l'Académie royale danoise des sciences et des lettres de 1939 à 1962.
L'Union astronomique internationale a nommé une vallée lunaire, la Vallis Bohr, en son honneur. L'astéroïde (3948) Bohr porte également son nom.

### Médailles Niels-Bohr
La médaille Niels-Bohr a été remise pour la première fois en 1955. Elle récompense un ingénieur ou scientifique qui a réalisé une contribution significative dans l'usage civil de l'énergie nucléaire. Elle a été remise onze fois entre 1955 et 2013.
| Année | Lauréat           |
| ----- | ----------------- |
| 1955  | Niels Bohr        |
| 1958  | John Cockcroft    |
| 1961  | George de Hevesy  |
| 1965  | Piotr Kapitsa     |
| 1967  | Isidor Isaac Rabi |
| 1970  | Werner Heisenberg |
| 1973  | Richard Feynman   |
| 1976  | Hans Bethe        |
| 1979  | Charles Townes    |
| 1982  | John Wheeler      |
| 2013  | Alain Aspect      |

Depuis 2010 (125e anniversaire de la naissance de Niels Bohr), l’institut Niels-Bohr de Copenhague remet chaque année une autre récompense, la médaille de l'Institut Niels-Bohr. La médaille est décernée à un chercheur travaillant dans l'esprit de Niels Bohr : « coopération internationale et échange des connaissances ».

## Dans la culture populaire
Il est interprété par Kenneth Branagh dans le film de Christopher Nolan, Oppenheimer sorti en juillet 2023.

### Citations originales
1. ↑  (en) « by any measure the most important result in all of quantum mechanics »